# 和歌山県立伊都中央高等学校
和歌山県立伊都中央高等学校（わかやまけんりつ いとちゅうおうこうとうがっこう）は、和歌山県橋本市にある公立高等学校。

## 概要
2015年4月に和歌山県立伊都高等学校、和歌山県立紀の川高等学校を統合して開校。単位制の昼間・夜間定時制、通信制で普通科設置。

## 沿革
- 2015年 - 開校

## 出身者
- 四十住さくら（スケートボード選手）
- 岡本弥紀（作曲家）

## 所在地
- 〒649-7203 和歌山県橋本市高野口町名古曽558
- 最寄り駅 - JR和歌山線・高野口駅